# Rónald Matarrita
Rónald Matarrita, né le 9 juillet 1994 à San Ramón, est un footballeur international costaricien. Il joue au poste d'arrière gauche à l'Aris Salonique.

## Biographie

### En club
Le 20 janvier 2016, Matarrita s'engage avec le New York City FC en MLS.
Le 15 novembre 2022, au terme de la saison, le FC Cincinnati annonce que son contrat n'est pas renouvelé.
Il rejoint par la suite le SK Dnipro-1 en première division ukrainienne le 23 janvier 2023.

### En sélection
En 2015, Rónald Matarrita participe au Festival international espoirs – Tournoi Maurice-Revello avec le Costa Rica qui se déroule en Provence-Alpes-Côte d'Azur. Le Costa Rica termine 8ème du Tournoi de Toulon 2015.
Alors qu'il devait participer à la Coupe du monde 2018, Rónald Matarrita doit déclarer forfait trois jours avant l'entrée en lice du Costa Rica. Souffrant d'une blessure aux ischio-jambiers de la jambe droite, il n'était plus en mesure de disputer la compétition.
Le 3 novembre 2022, il est sélectionné par Luis Fernando Suárez pour participer à la Coupe du monde 2022.

## Palmarès

### En club
LD Alajuelense
- Champion du Costa Rica en Apertura 2013

## Statistiques
| Saison                | Club                  | Championnat           | Championnat | Championnat | Coupe(s) nationale(s) | Coupe(s) nationale(s) | Compétition(s) continentale(s) | Compétition(s) continentale(s) | Compétition(s) continentale(s) | Séries | Séries | Costa Rica | Costa Rica | Total | Total |
| Saison                | Club                  | Division              | M.          | B.          | M.                    | B.                    | Comp.                          | M.                             | B.                             | M.     | B.     | M.         | B.         | M.    | B.    |
| 2013-2014             | LD Alajuelense        | Primera División      | 11          | 0           |                       |                       | LCC                            | 1                              | 0                              | -      | -      | -          | -          | 12    | 0     |
| 2014-2015             | LD Alajuelense        | Primera División      | 36          | 3           |                       |                       | LCC                            | 4                              | 0                              | -      | -      | -          | -          | 40    | 3     |
| 2015-2016             | LD Alajuelense        | Primera División      | 20          | 1           |                       |                       | -                              | -                              | -                              | -      | -      | 6          | 0          | 26    | 1     |
| Sous-total            | Sous-total            | Sous-total            | 67          | 4           |                       |                       | -                              | 5                              | 0                              | -      | -      | 6          | 0          | 78    | 4     |
| 2016                  | New York City FC      | MLS                   | 25          | 1           | 0                     | 0                     | -                              | -                              | -                              | 2      | 0      | 11         | 2          | 38    | 3     |
| 2017                  | New York City FC      | MLS                   | 12          | 0           | 0                     | 0                     | -                              | -                              | -                              | 2      | 0      | 4          | 0          | 18    | 0     |
| 2018                  | New York City FC      | MLS                   | 24          | 2           | 0                     | 0                     | -                              | -                              | -                              | 2      | 0      | 6          | 1          | 32    | 3     |
| 2019                  | New York City FC      | MLS                   | 24          | 1           | 1                     | 0                     | -                              | -                              | -                              | 1      | 0      | 9          | 0          | 35    | 1     |
| 2020                  | New York City FC      | MLS                   | 23          | 0           | -                     | -                     | LCC                            | 4                              | 0                              | 1      | 0      | 1          | 0          | 29    | 0     |
| Sous-total            | Sous-total            | Sous-total            | 108         | 4           | 1                     | 0                     | -                              | 4                              | 0                              | 8      | 0      | 31         | 3          | 152   | 7     |
| 2021                  | FC Cincinnati         | MLS                   | 22          | 2           | 0                     | 0                     | -                              | -                              | -                              | -      | -      | 12         | 0          | 34    | 2     |
| 2022                  | FC Cincinnati         | MLS                   | 7           | 1           | 0                     | 0                     | -                              | -                              | -                              | 2      | 0      | 5          | 0          | 14    | 1     |
| Sous-total            | Sous-total            | Sous-total            | 29          | 3           | 0                     | 0                     | -                              | -                              | -                              | 2      | 0      | 17         | 0          | 48    | 3     |
| 2022-2023             | SK Dnipro-1           | Premier-Liha          | 9           | 0           | -                     | -                     | C4                             | 0                              | 0                              | -      | -      | -          | -          | 9     | 0     |
| 2023-2024             | Aris Salonique        | Super League          | 0           | 0           | 0                     | 0                     | C4                             | 0                              | 0                              | -      | -      | -          | -          | 0     | 0     |
| Total sur la carrière | Total sur la carrière | Total sur la carrière | 213         | 11          | 1                     | 0                     | -                              | 9                              | 0                              | 10     | 0      | 54         | 3          | 287   | 14    |